# Хамилтон (Онтарио)
Хамилтон (енгл. Hamilton) је град у Канади у покрајини Онтарио. Према попису из 2021. у граду је живело 569.353 становника. Хамилтон је град на обали језера Онтарио, чији почеци сежу до 1812. када је Џорџ Хамилтон купио Дуранд фарму на територији данашњег града.
Хамилтон је центар Златне Потковице, густо насељеног и индустријализираног подручја на западној обали језера Онтарио.
Шире подручје града је девето по величини по броју људи у Канади и треће у Онтарију.

## Становништво
Према резултатима пописа становништва из 2011. у граду је живело 519.949 становника, што је за 3,1% више у односу на попис из 2006. када је регистровано 504.559 житеља.
| 2006.   | 2011.   |
| ------- | ------- |
| 504.559 | 519.949 |

### Срби у Хамилтону
По службеним подацима из 2001. године, у граду је живјело 6.035 (1,2%) особа које говоре српски језик и 7.310 (1,5%) особа које говоре хрватски језик.

Двије цркве Епархије канадске, обје Светог Николе, се налазе у граду.
Црквеношколска општина Светога оца Николаја је основана 1913. године, а прва црква је подигнута 1917.

## Привреда
Прерада челика и тешка индустрија су раније биле основне производне гране, са великим челичанама Стелко и Дофаско. Посљедњих година долази до ширења просвјетног и здравственог сектора (универзитети, болнице, истраживачка дјелатност). У расту важности образовања се истичу Универзитет Макмастер и виша школа Мохок колеџ. У здравству, све болнице Хамилтона су обједињене у корпорацију "Hamilton Health Sciences Corporation", која запошљава неколико хиљада људи.

## Мјеста од значаја
Важнија и занимљива мјеста у граду и околини су Краљевски ботанички вртови, Канадски музеј ратних авиона, „Брусова стаза“ (Bruce Trail), Универзитет Макмастер (McMaster University), и друга мјеста.

## Партнерски градови
- Фукујама
- Кага
- Мангалор
- Ракалмуто
- Сулмона
- Гаљано Атерно
- Кастиљоне а Казаурија
- Пачентро
- Петорано сул Ђицио
- Пратола Пелиња
- Вилета Бареа
- Ма'аншан
- Сарасота
- Питсбург
- Монтереј

## Галерија
- Хамилтонски залив са марином и мостом у позадини
- Марина и фабрика Дофаско у позадини
- Замак Дандерн (Dundurn)
- Гор (Gore) парк у центру града, са статуом Џона Макдоналда
- Медицински центар Макмастер, поред истоименог Универзитета
- Саборни храм Српске православне епархије канадске